# Nathanaël Duez
Pour les articles homonymes, voir Duez.
Nathanaël Duez, né en Hollande au commencement du XVIIe siècle, est un professeur de langues vernaculaires. Ce romaniste est l'auteur des premiers dictionnaires de traduction entre langues vivantes d'Europe.

## Biographie
Duez enseigne dans les écoles publiques, et publiz, pour faciliter l'étude des langues, plusieurs ouvrages qui eurent du succès si on en juge par le nombre des éditions. Il publie en 1661 une édition de la Janua linguarum de Comenius, avec des additions, une version française et une italienne. Quelques amateurs donnent la préférence à cette édition sur toutes les autres ; cependant les versions de Duez sont peu estimées.

## Œuvres
- Nova Nomenclatura quatuor linguarum Gallicæ, Germanicæ, Italicæ et Latinæ, Leyde, 1640, 1652, in-8°. Ces deux éditions ne diffèrent que par le frontispice et les pièces préliminaires.
- Epitome dictionum quarumdam æquivocarum et ambiguarum in lingua Gallica, Leyde, 1651, in-12.
- Éclaircissements de quelques différends en la langue italienne. Leyde, 1655, in-12 ;
- Grammatica Germanica-Gallica, Hanau, 1659, in-8°.
- Compendium grammaticæ Germanicæ, Amsterdam, 1668, in-8°.
- Dictionnaire français-allemand-latin et allemand-français-latin, Genève, 1660, in-8° ; Genève, 1663, 2 vol. in-8° ; Amsterdam, 1664, 2 vol. in-4°.
- Dictionnaire italien-français, français et italien, Leyde, 1660 ; Venise, 1662, in-4° ; Genève, 1678, 2 vol. in-8°.
- Vrai et parfait Guidon de la langue française, Amsterdam, 1669, in-8°.